# Tysklands Grand Prix 1974
Tysklands Grand Prix 1974 var det elfte av 15 lopp ingående i formel 1-VM 1974.  

## Resultat
1. Clay Regazzoni, Ferrari, 9 poäng
2. Jody Scheckter, Tyrrell-Ford, 6
3. Carlos Reutemann, Brabham-Ford, 4
4. Ronnie Peterson, Lotus-Ford, 3
5. Jacky Ickx, Lotus-Ford, 2
6. Tom Pryce, Shadow-Ford, 1
7. Hans-Joachim Stuck, March-Ford
8. Jean-Pierre Jarier, Shadow-Ford
9. Graham Hill, Hill (Lola-Ford)
10. Henri Pescarolo, BRM
11. Derek Bell, Surtees-Ford
12. Carlos Pace, Brabham-Ford
13. Vittorio Brambilla, March-Ford
14. Ian Ashley, Token-Ford
15. Mike Hailwood, McLaren-Ford (varv 12, olycka)

### Förare som bröt loppet
- Jochen Mass, Surtees-Ford (varv 10, motor)
- James Hunt, Hesketh-Ford (10, växellåda)
- Patrick Depailler, Tyrrell-Ford (5, olycka)
- Arturo Merzario, Williams (Iso Marlboro-Ford) (5, gasspjäll)
- Jean-Pierre Beltoise, BRM (4, bränslesystem)
- Vern Schuppan, Ensign-Ford (4, växellåda)
- Emerson Fittipaldi, McLaren-Ford (2, upphängning)
- Jacques Laffite, Williams (Iso Marlboro-Ford) (2, upphängning)
- John Watson, John Goldie Racing (Brabham-Ford) (1, upphängning)
- Niki Lauda, Ferrari (0, olycka)
- Denny Hulme, McLaren-Ford (0, olycka)

### Förare som diskvalificerades
- Denny Hulme, McLaren-Ford (Bytte till reservbil efter olyckan i starten)

### Förare som ej kvalificerade sig
- François Migault, BRM
- Tim Schenken, Trojan-Ford
- Guy Edwards, Hill (Lola-Ford)
- Larry Perkins, Amon-Ford
- Chris Amon, Amon-Ford
- Howden Ganley, Maki-Ford